# ظهیرآباد، هند
ظهیرآباد (به انگلیسی: Zahirabad) یک منطقهٔ مسکونی در هند است که در Medak district واقع شده‌است.

## خصوصیات
ظهیرآباد  ۵۰٬۵۳۲ نفر جمعیت دارد و ۶۲۲ متر بالاتر از سطح دریا واقع شده‌است.